# Acaena antarctica
Acaena antarctica är en rosväxtart som beskrevs av Joseph Dalton Hooker. Acaena antarctica ingår i släktet taggpimpineller, och familjen rosväxter. Inga underarter finns listade i Catalogue of Life.